# جمال محمد علي
جمال محمد علي مدير سلاح المهندسين العسكريين في حرب أكتوبر 1973

## دوره في الحرب
علي لسان اللواء الحسينى عبد السلام « كان الساتر الترابي مشكلة ضخمة للغاية تتمثل في ازالته لما يمثله من عائق . كان هناك أكثر من سيناريو ومن ضمنها الاستعانة بمواتير المياه، ولكن كل فكرة فيها سلبياتها وإيجابياتها، فقمنا بضرب الساتر الترابى بالقنابل والروس قالوا لنا الساتر لن يهدم إلا بقنبلة ذرية «نظيفة»، وجربنا الصواريخ قصيرة المدى ولم تنجح، حتى فكرة إنزال معدات أوناش بطائرات هليوكبتر على الساتر لفتح ممرات عليه لعبور القوات المصرية، ولكن وجدنا أن فكرة الهليوكبتر تواجه صعوبات شديده في تنفيذها، لأنها ستكون في مرمى نيران العدو، ثانيا الطائرة وزنها خفيف، ولا تتحمل حمل أوناش عملاقة وتم إلغاء الفكرة، وهو ما جعل اللواء جمال محمد على قائد سلاح المهندسين يفكر في استخدام المياه في هدم الساتر، وبالمناسبة فكرة الاستعانة بالمياه فكرة سلاح المهندسين، وسبق أن طبقها السلاح في إنشاء السد العالي وجرب استخدام المياه في هدم الرمال وفتح السواتر الترابية بالمياه، وفي الحقيقة ذهبنا إلى المهندس صدقى سليمان وزير الكهرباء وطلبنا منه طلمبات من أسوان وبالفعل أرسل لنا 3 طلمبات وقمنا بتجربتها والحقيقة رغم نجاح التجربة في فتح الساتر الترابى في النموذج إلا أن النتائج كانت محبطة لأن العملية أخذت وقتا أكثر من المخطط الذي كنا نرتب له وهو 8 ساعات بالإضافة إلى ثقل المعدات في عمليات النقل، وهو ما جعلنا نعود مرة أخرى لفكرة استخدام المفرقعات، حتى جاءت الصدفة أن الفريق الشهيد جلال سر وكان رئيس مهندسين الجيش الثاني، وكان قد عمل تجربة باستخدام الطلمبات، وهذه الفكرة أعادت لنا الأمل مرة أخرى، وتلقفنا الفكرة في إدارة المهندسين، وبدأنا نبحث عن طلمبات إلى أن توصلنا إلى طلمبة إنجليزية الصنع، وكان يلزمنا منها 400 طلمبة. » 